# 下村陽子
下村 陽子（しもむら ようこ、1967年10月19日 - ）は、日本の作曲家、編曲家。兵庫県生まれ。大阪音楽大学短期大学部音楽科器楽専攻卒業。
主にゲームミュージックの作曲活動で知られる。担当作品に『ストリートファイターII』、『スーパーマリオRPG』『マリオ&ルイージRPG』シリーズ、『キングダム ハーツ シリーズ』、『ファイナルファンタジーXV』など。
カプコン、スクウェア（現スクウェア・エニックス）を経て、フリー。ゲーム以外にも映画やテレビアニメ、舞台作品に関わり、活躍の場を広げている。

## 来歴
4歳の頃にピアノを始める。小学6年生の時に本人いわく「スイッチが入って」練習に熱を入れるようになり、中学からは音楽漬けの生活を送る。高校の時には指揮を習い、ブラスバンドではフルートを担当した。大阪音楽大学短期大学部でピアノを専攻。また、副専攻で作曲を学んだ。
卒業後、カプコンに入社。『ストリートファイターII』など数々の音楽を手がける。しかし、コンシューマーゲームの制作から外れ、アーケードゲームの担当に移ったことや、「RPGが作りたかった」という理由から、1993年、スクウェアに転職。念願のファンタジーRPGである『聖剣伝説 LEGEND OF MANA』をはじめ数々の音楽を手がける。
2002年末にスクウェアを退社し、フリーとして活動を行う。その後も、古巣のカプコン、スクウェアの後継会社であるスクウェア・エニックスや任天堂の作品など、ゲーム音楽を中心に活動を行っている。

## 人物
自分自身を「直情型」と評するように、直感的な作曲傾向が見られるが、『パラサイト・イヴ』では感情を封印した曲作りを行っている。同作の制作中からMacintoshを仕事に取り入れるようになり、楽曲制作にはDigital Performerを使用している。
最も感動したゲーム音楽には『ドラゴンクエストIII そして伝説へ…』の「おおぞらをとぶ」（すぎやまこういち作曲）を挙げており、「これほどの曲が作れたなら、その瞬間に死んでも構わない」と思わせる程の衝撃であったと語っている。また、凄いと思ったミュージックコンポーザーに任天堂の近藤浩治、クラシックの分野で好きな作曲家にラフマニノフ、ショパンらを挙げている。

## 担当作品

### ゲームソフト
※印が付いている作品は数曲のみの一部参加タイトル。また、印が付いていないタイトルも、一部他の作曲者による楽曲が含まれているものがある。

#### カプコン在籍時代
カプコンサウンドチーム「ALPH LYLA」の一員としての仕事のため、メイン担当作品でも他のコンポーザーの曲が含まれている作品も存在する。この頃は「ぴぃ♪」「SHIMO P」などの名前で活動していた。
- ハイスクールカンちゃん
- サムライソード（FC ディスクシステム、1988年）
- F1ドリーム（PCエンジン Huカード、1989年）
- Disney Adventures in the Magic Kingdom（NES、1990年） - ディズニー版権のゲーム
- 水島新司の大甲子園（FC、1990年）
- 人間兵器デッドフォックス※ （FC、1990年） - 一部作曲担当
- レッドアリーマー 魔界村外伝※ （GB、1990年） - 一部作曲担当
- ファイナルファイト※ （AC/SFC、1990年） - 一部作曲担当
- ニモ（AC、1990年）
- アドベンチャークイズ2 ハテナ?の大冒険※ （AC、1990年） - 一部作曲担当
- 麻雀学園 スーパー○禁版※ （AC、1990年） - 一部作曲担当
- ストリートファイターII（AC/SFC、1991年） - 3曲を除いた全曲および効果音担当[15]、ストリートファイターII'、およびストリートファイターII' TURBO（1992年）も担当
- ザ・キングオブドラゴンズ（AC、1991年）
- ポンピングワールド※ （PCエンジン CD-ROM²、1991年） - アレンジ半数と一部作曲担当
- キャプテンコマンドー（AC、1991年） - 一部作曲担当
- Block Block（AC、1991年） - 一部作曲担当
- バース※ （AC、1992年） - ボーナスステージ1曲担当[16]
- パニッシャー（AC、1993年）
- ブレス オブ ファイア 竜の戦士※ （SFC、1993年） - 1曲（「商都」）担当[17]

#### スクウェア（現スクウェア・エニックス）在籍時代
- ライブ・ア・ライブ（SFC、1994年）
- フロントミッション※ （SFC、1995年） - 松枝賀子と共作、半数担当
- スーパーマリオRPG（SFC、1996年） - スクウェアと任天堂の共同作品
- トバルNo.1※ （PS、1996年） - 複数の作曲家と共作、数曲担当
- パラサイト・イヴ（PS、1998年）
- 聖剣伝説 LEGEND OF MANA（PS、1999年） - 関連歌のプロデュースと一部作詞も担当
- はたらくチョコボ（WS、2000年）
- キングダム ハーツ（PS2、2002年） - キングダムハーツ ファイナルミックスも担当

#### フリー以降

##### メイン担当作品
メインコンポーザーとして関わったタイトル。他の作曲家との共同担当を含む。
- マリオ&ルイージRPGシリーズ
  - マリオ&ルイージRPG（GBA、任天堂、2003年）
  - マリオ&ルイージRPG2（DS、任天堂、2005年）
  - マリオ&ルイージRPG3!!!（DS、任天堂、2009年）
  - マリオ&ルイージRPG4 ドリームアドベンチャー（3DS、任天堂、2013年）
  - マリオ&ルイージRPG ペーパーマリオMIX（3DS、任天堂、2015年）
  - マリオ&ルイージRPG1 DX（3DS、任天堂、2017年）
  - マリオ&ルイージRPG3 DX（3DS、任天堂、2018年）
- キングダム ハーツ シリーズ
  - キングダム ハーツ チェイン オブ メモリーズ（GBA、スクウェア・エニックス、2004年）
  - キングダム ハーツII（PS2、スクウェア・エニックス、2005年） - キングダム ハーツII ファイナル ミックス+（2007年）も担当
  - キングダム ハーツ 358/2 Days（DS、スクウェア・エニックス、2009年）
  - キングダム ハーツ コーデッド（携帯電話、スクウェア・エニックス、2009年） - キングダム ハーツ Re:コーデッド（DS、2010年）も担当
  - キングダム ハーツ バース バイ スリープ（PSP、スクウェア・エニックス、2010年） - キングダム ハーツ バース バイ スリープ ファイナル ミックス（2011年）も担当
  - キングダム ハーツ 3D ［ドリーム ドロップ ディスタンス］（3DS、スクウェア・エニックス、2012年） - 石元丈晴、関戸剛と共作
  - キングダム ハーツ HD 1.5 リミックス（PS3、スクウェア・エニックス、2013年）
  - キングダム ハーツ キー（PC、スクウェア・エニックス、2013年）
  - キングダム ハーツ HD 2.5 リミックス（PS3、スクウェア・エニックス、2014年）
  - キングダム ハーツ HD 2.8 ファイナル チャプター プロローグ（PS4、スクウェア・エニックス、2017年）
  - キングダム ハーツ HD 1.5+2.5 リミックス（PS4、スクウェア・エニックス、2017年）
  - キングダム ハーツIII（PS4/Xbox One、スクウェア・エニックス、2019年）
  - キングダム ハーツ メロディ オブ メモリー（PS4/Xbox One/Switch、スクウェア・エニックス、2020年）
- 聖剣伝説 HEROES of MANA（DS、スクウェア・エニックス、2007年）
- ルミナスアーク2 ウィル（DS、マーベラスエンターテイメント、2008年） - 複数の作曲家と共作、10曲担当
- ゼノブレイド（Wii、任天堂、2010年） - 複数の作曲家と共作、メインテーマを含む11曲担当
- ラストランカー（PSP、カプコン、2010年）
- ラインアタックヒーローズ（Wiiウェア、任天堂、2010年）
- ラジアントヒストリア（DS、アトラス、2010年）
  - ラジアントヒストリア パーフェクトクロノロジー（3DS、アトラス、2017年） - OPテーマを含む5曲を追加で書き下ろし
- The 3rd Birthday（PSP、スクウェア・エニックス、2010年） - 鈴木光人、関戸剛と共作
- 騎士とドラゴン（スマートフォン、リプレーション、2013年）
- サモンズボード（スマートフォン、ガンホー、2014年）
- V.D. -バニッシュメント・デイ-（PC、DMM.com、2014年）
- ブレイブリーゲート〜時の妖精と不思議な迷宮（スマートフォン、サイバーエージェント、2015年） - 複数の作曲家と共作[18]
- 誰ガ為のアルケミスト（スマートフォン、Fuji&gumi Games、2016年[19]） - 一部を除いたほとんどの楽曲を担当
- ファイナルファンタジーXV（PS4/Xbox One、スクウェア・エニックス、2016年）
- マジシャンズデッド（AC、バイキング、2016年） - 甲田雅人と共作
- エグリア 〜赤いぼうしの伝説〜（スマートフォン、DMM.com、2017年） - 弘田佳孝と共作
  - エグリア 〜最期のたまご〜（スマートフォン、DMM.com/ブラウニーズ、2018年） - 弘田佳孝と共作
  - EGGLIA Rebirth（Switch、ブラウニーズ、2021年） - 弘田佳孝と共作
- クラッシュ・オブ・パンツァー（PC/スマートフォン、DMM.com、2017年）
- 黒騎士と白の魔王（スマートフォン、grani、2017年） - 景山将太と共作
- 交響性ミリオンアーサー（スマートフォン、スクウェア・エニックス、2018年）
- 聖剣伝説 Legend of Mana（Switch/PS4/Windows/スマートフォン、スクウェア・エニックス、2021年） - HDリマスター版のアレンジBGMは古川亮が編曲を担当
- グランサガ（スマートフォン、NPIXEL、2021年）
- ライブアライブ（Switch、スクウェア・エニックス、2022年） - リメイク版
- マリオ+ラビッツ ギャラクシーバトル（Switch、任天堂、2022年） - グラント・カークホープ、ガレス・コーカーと共作
- アスタータタリクス（スマートフォン、Studio FgG、2023年）
- スーパーマリオRPG（Switch、任天堂、スクウェア・エニックス、2023年） - リメイク版[20]

##### 一部参加作品
ゲストコンポーザーとして参加したタイトル。1曲、あるいは数曲の提供が中心。
- pop'n musicシリーズ
  - pop'n music 13 カーニバル（AC/PS2、コナミデジタルエンタテインメント、2005年） - 「Majestic Fire」提供
  - pop'n music 17 THE MOVIE（AC、コナミデジタルエンタテインメント、2009年） - 「明日への誓い」提供、軟鉄兄弟とのコラボレーション。pop'n music portable （PSP、2010年）にも収録
- モンスターキングダム・ジュエルサモナー（PSP、SCE、2006年） - 数曲担当
- 大乱闘スマッシュブラザーズシリーズ
  - 大乱闘スマッシュブラザーズX（Wii、任天堂、2008年） - アレンジ3曲担当
  - 大乱闘スマッシュブラザーズ for Nintendo 3DS / Wii U（3DS、Wii U、任天堂、2014年）プレイヤーキャラクター・リュウ関連でも参加[21]
  - 大乱闘スマッシュブラザーズ SPECIAL（Switch、任天堂、2018年）プレイヤーキャラクター・ソラ関連でも参加
- 王様物語（Wii、マーベラスエンターテイメント、2009年） - 「ボレロ」アレンジ担当
- 勇者30 SECOND（PSP、マーベラスエンターテイメント、2011年） - 「Intro of THE GOD 9」「Battle of THE GOD 9」提供
- DEMONS' SCORE（スマートフォン、スクウェア・エニックス、2012年） - 「Azazel Del cielo ardlente」提供
- エクステトラ（Vita/3DS、フリュー、2013年） - メインテーマ担当
- 聖剣伝説 RISE of MANA（スマートフォン、スクウェア・エニックス、2014年） - 「心踊りし魂の住処」提供
- テラバトル（スマートフォン、ミストウォーカー、2014年） - ラミア戦担当
- かくりよの門（PC、アピリッツ、2014年） - 「異邦の守護者」提供
- ファイナルファンタジー レコードキーパー（スマートフォン、スクウェア・エニックス、2014年） - 「記憶の大地」提供。楽曲提供は2018年
- クロノスリング（スマートフォン、コナミデジタルエンタテインメント、2015年） - 伊藤賢治、Evan Callと共作。テーマ曲「CHRONOS RING」担当（後に『jubeat plus』と『REFLEC BEAT plus』にも収録）
- ひめため！〜騎士団のお宝探索記〜（スマートフォン、ゲームオン、2015年）
- 蒼海の武装商船(プライヴァティア)（PC、アピリッツ、2015年） - 本拠地楽曲担当
- チュウニズム（アーケード、セガ・インタラクティブ、2015年） - 「Tango Rouge」提供
- QLTON（スマートフォン、enish、2016年）
- ワールド オブ ファイナルファンタジー（PS4/Vita、スクウェア・エニックス、2017年） - DLC「セイヴァー召喚：ソラ」のバトル曲を担当
- REFLEC BEAT 悠久のリフレシア（AC、コナミデジタルエンタテインメント、2017年） - 「忘れられたピアノの記憶」提供
- ミリオンアーサー アルカナブラッド（AC、スクウェア・エニックス、2017年） - 「Nitou Arthur Theme」「Iai Arthur Theme」提供
- ロストアーカイブ（スマートフォン、クローバーラボ、2019年） - メインテーマ担当
- 錬神のアストラル（スマートフォン、エヌ・シー・ジャパン、2019年） - パリバトル曲担当
- ベア・ナックルIV（DotEmu、2020年） - 「Shiva」提供
- ラクガキ キングダム（スマートフォン、タイトー、2021年） - 「夢と幻想の円舞曲」提供
- シン・クロニクル（スマートフォン、セガ、2022年） - 「La Giustizia」提供
- ARCHELAND（スマートフォン/PC、ZlonGame、2022年）
- TERAVIT（PC、サイバーステップ、2023年）

### 映画
- KINGSGLAIVE FINAL FANTASY XV（2016年） - メインテーマ
- ひるね姫 〜知らないワタシの物語〜（2017年）

### テレビアニメ
- DAN DOH!!（2004年）
- 極上生徒会（2005年）
- ハイスコアガール（2018年）
- ハイスコアガールII（2019年）
- 聖剣伝説 Legend of Mana -The Teardrop Crystal-（2022年）
- 魔法使いになれなかった女の子の話（2024年）

### テレビ番組
- キャプテン☆ドみの（2007年、TBS系） - 番組内のゲーム音楽を担当
- ゲームゲノム（2022年、NHK） - テーマ曲「The Game-Genome Dreams」

### 舞台作品
- Pures 「終わらない僕たちの夜〜The spring time of life〜」（2006年）
  - 作曲を伊藤賢治、岡宮道生、谷岡久美らと共に担当している。脚本は時田貴司。
- R:MIX 「魔王降臨」（2006年）
  - ゲーム『ライブ・ア・ライブ』の中世編を原作とした演劇作品。時田貴司&町田誠也作。音楽には伊藤賢治らも参加している。
- Puresセカンドエディション 「バレンタイン☆キッス」（2007年） - 複数の作曲家と共作、数曲担当
- R:MIX 「ストラルドブラグ」（2007年、2010年） - 複数の作曲家と共作、数曲担当
- R:MIX 「魔王転生」（2008年） - 複数の作曲家と共作、数曲担当
- 宝塚歌劇団 「天は赤い河のほとり」（2018年） - 2曲提供

### ソロアルバム
- drammatica -The Very Best of Yoko Shimomura-（2008年） - 作曲家20周年記念アルバム。
- memória! The Very Best of Yoko Shimomura（2014年） - 作曲家25周年記念アルバム。

### アレンジアルバム
- parasite eve remixes（1998年）
- STREET FIGHTER Tribute Album（2003年）
- Piano Collections KINGDOM HEARTS（2009年）
- Piano Collections KINGDOM HEARTS FIELD & BATTLE（2010年）
- 聖剣伝説 LEGEND OF MANA Arrangement Album -Promise-（2015年）
- Piano Collections FINAL FANTASY XV（2017年）

### 楽曲提供
- ファイナルファンタジーX ヴォーカルコレクション - 『Get Happy!』（2002年）
- NORN9 ノルン+ノネット Cantare Vol.1 - キャラクターイメージソング『新たな誓い』（2014年）
- NORN9 ノルン+ノネット Cantare Vol.2 - キャラクターイメージソング『導きの星』（2014年）
- ブラックDPG - C/W曲『邪88（よこしまはーと）』（2015年）
- ラグビーワールドカップ2019 選手入場曲（アンセム）『暁に咲く - Blooming in the Dawn -』[22][23]（2019年）
- OLDCODEX 『Deeply Mind』（2019年）
- XXXテンタシオン 『Nocturne』（2019年）
- suis from ヨルシカ『#時をめくる指』ゆうちょPay オリジナルイメージソング（2020年）
- 交響的おとぎ話『Merregnon：Land of Silence』（2021年）ロイヤル・ストックホルム・フィルハーモニー管弦楽団初演
- GLEAT - テーマ曲『GLEAT THEME』（2021年）
- 星街すいせい『ザイオン』（2023年）

## 受賞
- 2019年：Fun & Serious Game Festival 2019 - Pioneer Award（開拓賞）[24]
- 2024年：第24回ゲーム・デベロッパーズ・チョイス・アワード - Lifetime Achievement Award（生涯功労賞）[25]
- 2025年：英国アカデミー賞 フェローシップ賞[26][27][28]

## 作品解説
『マリオ&ルイージRPGシリーズ』
『マリオ&ルイージRPGシリーズ』のBGMは元の『マリオシリーズ』の雰囲気を踏襲したラテンテイストのものが主だが、ラストバトルのBGMはそれまでの雰囲気とは一変した非常に重厚なBGMとなっている。これは「自分の世界とは違う異質なものを作るため、それまで作ってきた世界観を忘れて作曲しているから」だと語っている。

## 備考
- ゲームソフトでは『サムライソード』がデビュー作だが、それ以前にメダルゲーム『ハイスクールカンちゃん』のBGMを担当しており、これがカプコンでの初仕事となっている[30]。
- 『バハムートラグーン』のサウンドトラック（松枝賀子作曲）のライナーノーツに、一言だけゲスト出演している。
- 1999年、ヴィーナスフォートのクリスマスパレード用音楽を担当した。
- 2007年3月21日、女性歌手・茶太とのコラボレーションでアルバム『murmur』を発表した。また、2008年4月23日に発売された茶太のミニアルバム『空の記憶』にも1曲参加している。
- 2008年3月26日、スクウェア・エニックスより過去に下村が担当した複数のゲームソフトのBGMを新録音でオーケストラアレンジしたベストアルバム『drammatica -The Very Best of Yoko Shimomura-』が発売され、ボーナストラックとして『ファイナルファンタジー ヴェルサスXIII』（『ファイナルファンタジーXV』に改題）の楽曲も収録されている。
- 2008年12月24日、ティームエンタテインメントより発売されたコラボレーションアルバム『メッセージ』にて、女性歌手・真理絵とのコラボレーションで1曲参加している。
- 2014年2月10日、作曲家生活25周年を記念し自身初のコンサートを行った[31]。
- 2022年1月23日、テレビ番組『COOL JAPAN〜発掘!かっこいいニッポン〜』に出演[32]。